# Nationale Volksmuziekschool
De stichting Nationale Volksmuziekschool (NVMS) is een muziekopleiding in Paramaribo.
Via het Instrumentenfonds is het voor kinderen mogelijk om tegen een lage prijs een eigen muziekinstrument aan te schaffen. De muziekschool beschikt sinds 2015 over een mediatheek, waarin het muzikale erfgoed uit Suriname terug te vinden is.

## Voorgeschiedenis
In 1945 werd voor het eerst een Volksmuziekschool opgericht. Daarnaast werd het meeste muziekonderwijs ontvangen van paters of in het leger. De muzikale ontwikkeling werd in de praktijk gehinderd doordat elke bevolkingsgroep zijn eigen identiteit bewaakte en aan eigen tradities vasthield. Ook de oprichting van Sticusa in 1948, die de culturele ontwikkeling in de koloniën moest stimuleren, bracht daar niet de gehoopte versnelling in. In de loop van de 20e eeuw kwam daar de beoefening van muziek bij in de verschillende muziekkapellen, zoals naast het leger ook van de politie, het Surinaams Philharmonisch Orkest (1948-1970), en in ensembles en muziekbands.

## Geschiedenis en locatie
De NVMS werd op 2 maart 2006 opgericht en was een initiatief van Karin Refos en Jörgen Raymann. De oprichting werd mogelijk dankzij de medewerking van muziekdocenten en sponsors. De school werd gevestigd in de Grote Pastorie van het Bisdom Paramaribo.
In het eerste decennium van haar bestaan heeft de school financiële steun ontvangen van het bisdom, de Nederlandse ambassade en de Surinaamse overheid. Daarnaast ontvangt de school giften, zoals in 2016 10.000 SRD van de Fernandes Foundation. Door de economische crisis in Suriname viel de overheidssubsidie sinds eind 2016 weg en daalde het aantal cursisten van ruim negenhonderd naar circa vierhonderd. Om de financiële problemen te boven te komen, verhuisde de NVMS in de tweede helft van 2018 naar het gebouw van de Stichting Prasoro aan de Kinderdorpstraat. Ondanks de nabije ligging van Zorg en Hoop Airport, is deze locatie rustiger omdat de vliegtuigen 's morgens opstijgen en de lessen 's middags en 's avonds plaatsvinden.
Tijdens de coronacrisis ontving de school enkele jaren geen subsidie van de overheid. In 2022 werd de subsidie weer opnieuw uitgekeerd. Ook kwamen er dat jaar vijf administratieve krachten van de overheid om de school ondersteunen.